# Leandro Iglesias
Leandro Iglesias (ur. 21 czerwca 1981 roku w Temperley) – argentyński kierowca wyścigowy.

## Kariera
Iglesias rozpoczął karierę w wyścigach samochodowych w 1998 roku od startów w Argentyńskiej Formule Renault. Z dorobkiem trzech punktów uplasował się tam na 38 pozycji w klasyfikacji generalnej. Rok później w tej samej serii był już ósmy, a w 2000 roku - szósty. W późniejszych latach pojawiał się także w stawce TC Pista Argentina, World Series by Nissan, Turismo Carretera Argentina, TC2000 - 23º Campeonato Argentino, Turismo Nacional (TN) Argentina Clase 3 oraz Top Race V6 Argentina.
W World Series by Nissan Argentyńczyk wystartował w szesnastu wyścigach sezonu 2001 z włoską ekipą GD Racing. Uzbierane 28 punktów dało mu dwunaste miejsce w końcowej klasyfikacji kierowców.